# Garrulaxe de Fairbank
Montecincla fairbanki
Espèce
Statut de conservation UICN

 NT  : Quasi menacé
Le Garrulaxe de Fairbank (Montecincla fairbanki) est une espèce de passereau de la famille des Leiothrichidae.
Son aire s'étend de manière dissoute à travers les Ghats occidentaux.